# تريفور ويلسون (كرة سلة)
تريفور ويلسون (بالإنجليزية: Trevor Wilson)‏ مواليد 16 مارس 1968 في لوس أنجلوس، هو لاعب كرة سلة أمريكي معتزل. بدأ مسيرته الاحترافية في سنة 1990. تم اختياره من قبل فريق أتلانتا هوكس خلال الدرافت. يبلغ طوله 6 قدم 7 بوصة (2.0 م). اعتزل اللعب في 1999.

## المسيرة الاحترافية
لعب مع أتلانتا هوكس في موسم 1990–1991، ثم لعب مع نادي فيرول لكرة السلة في الدوري الإسباني من سنة 1991 إلى 1993، ثم لعب مع لوس أنجلوس ليكرز في سنة 1993، ثم لعب مع سكرامنتو كينغز من سنة 1993 إلى 1995، ثم لعب مع نادي بيناس ويسكا لكرة السلة في الدوري الإسباني في سنة 1995، ثم لعب مع فيلادلفيا سفنتي سيكسرز في سنة 1995.

## روابط خارجية
- تريفور ويلسون على موقع IMDb (الإنجليزية)
- تريفور ويلسون على موقع إن بي أي (الإنجليزية)
- تريفور ويلسون على موقع سبورتس رفرنس (الإنجليزية)
- تريفور ويلسون على موقع الدوري الإسباني لكرة السلة (الإسبانية)
- تريفور ويلسون على موقع كرة السلة الأوروبية.كوم (الإنجليزية)
- تريفور ويلسون على موقع كلية كرة السلة في سبورتس رفرنس.كوم (الإنجليزية)
- تريفور ويلسون على موقع ريلجم (الإنجليزية)
- تريفور ويلسون على موقع بروبوليرز (الإنجليزية)
- تريفور ويلسون على موقع سبورتس رفرنس (الإنجليزية)